# Cölestin Frener

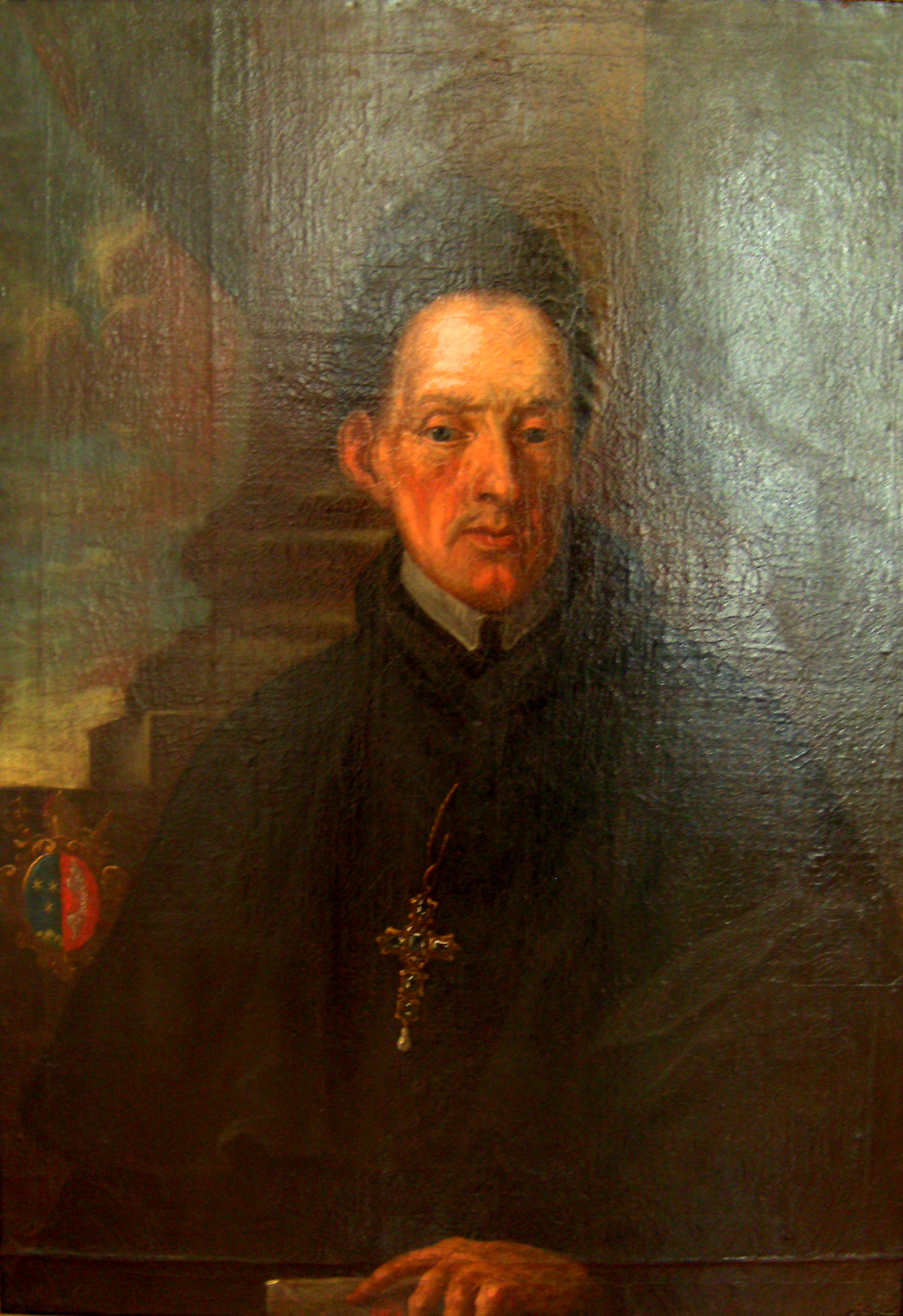
Reichsabt Cölestin Frener (Gemälde 18. Jhd.)

Cölestin Frener OSB (* 27. März 1664 in Konstanz; † 10. September 1737 in Ochsenhausen) war ein deutscher römisch-katholischer Priester. Von 1725 bis 1737 war er der 24. Abt der Reichsabtei Ochsenhausen, im heutigen Landkreis Biberach in Oberschwaben.

## Leben
Geboren und aufgewachsen in Konstanz, durchlief Cölestin Frener vor seiner Wahl zum Abt alle wichtigen Klosterämter des Benediktinerklosters Ochsenhausen. Geisenhof beschreibt ihn in seiner Chronik des Klosters als groß, hager, heiter und jugendlich lebhaft.  Am 14. Juni 1682 legte er unter Abt Plazidus Kobolt die Ordensgelübde ab. Danach studierte er Philosophie und Theologie an der Paris-Lodron-Universität in Salzburg. Die Priesterweihe empfing er am 6. Januar 1689, dem Gedenktag der Heiligen Drei Könige. Nach dem Tod von Abt Beda Werner, wurde er 1725, im Alter von 62 Jahren, zum Abt gewählt. Coelestin selbst erhob Bedenken wegen seines hohen Alters und der dadurch entstehenden Kosten einer Inauguration.
Während seiner Zeit als Pfleger und Pfarrer am Amtssitz des Klosters Ochsenhausen in Tannheim, hatte er eine Vorliebe für das Katasterwesen und die Kartographie entwickelt. Jedem Haus des Ortes wurde der Name eines Heiligen anstatt der heute gebräuchlichen Hausnummer zugeordnet. Dieser Name der Wohnstatt wurde sichtbar an jedem Haus angebracht. Teilweise wurden die Häuser auch mit Szenen aus dem Leben dieses Heiligen bemalt. An Bauernhöfen haben sich die Bezeichnungen, beziehungsweise die Bemalungen teilweise bis heute erhalten.

## Amtszeit

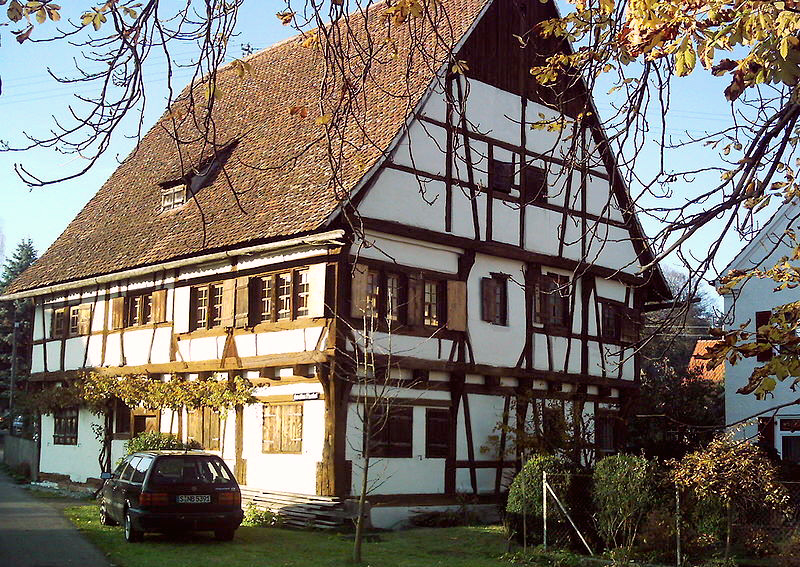
Alter Pfarrhof in Tannheim

Zunächst vollendete er die Kirche St. Blasius in Bellamont und veranlasste den Neubau des Schlosses und Amtssitzes des Klosters in Obersulmetingen. Das Innere der Stiftskirche wurde barockisiert. Die Wappen der Äbte, die die Stiftskirche St. Georg im Laufe der Jahrhunderte wesentlich umgestalteten, Simon Lengenberger, Bartholomäus Ehinger und Coelestin Frener sind im Eingangsbereich der Kirche angebracht.
Die Stirnseite der Eingangsfront wurde mit Quadern, die aus Bregenz herangeschafft wurden, komplett neu hochgezogen. Ein aus Blei gegossenes Bild mit einem heiligen Georg zu Pferd wurde über dem Eingang angebracht. Statuen der Apostel Petrus und Paulus ersetzten die kleinen Türmchen über der Eingangsfront. Joseph Gabler erhielt den Auftrag eine Orgel in St. Georg einzubauen.
Ferner erweiterte Frener die Bibliothek durch den Ankauf von Büchern. Er ließ eine Apotheke im Gebäudetrakt des Klosters einrichten und stellte einen Arzt für das Stiftsgebiet an. Davor musste um ärztliche Hilfe in Biberach nachgesucht werden. Der erste Arzt war ein Franz Josef Ruß aus Rapperswil. Er wandelte das rechtliche Verhältnis des Stifts zur Ortschaft Obersulmetingen von einem Falllehen in ein Erblehen um, was die Finanzen des Stiftes mit 17.000 Gulden belastete. 1735 erwarb das Stift unter seiner Ägide, die Herrschaft über Untersulmetingen für 170.000 Gulden. Er verkaufte ein Weingut in Feldkirch an Franz Anton Klesin für 2250 Gulden.
Gute Beziehungen hatte Cölestin zu Fürstabt Anselm Reichlin von Meldegg vom Fürststift in Kempten, dem er mehrere seiner Konventualen als Lehrer zur Verfügung stellte.
In seinen letzten Jahren plagte den Abt eine offene Wunde am Fuß. Als bei einer Messfeier  am 8. September 1737 die Kantoren das Santa Maria anstimmten und er auf seinem Betschemmel kniete, sank er zur rechten Seite. Er erlitt einen Schlaganfall und ohne wieder das Bewusstsein zu erlangen verschied Abt Cölestin am 10. September 1737 im Alter von dreiundsiebzig Jahren.